# Kim Rang
Dans ce nom coréen, le nom de famille, Kim, précède le nom personnel.
Kim Rang, née le 9 octobre 1974, est une handballeuse internationale sud-coréenne.
Avec l'équipe de Corée du Sud, elle participe aux Jeux olympiques de 1996 où elle remporte la médaille d'argent.
En 1995, elle remporte le titre de championne du monde avec la Corée.

## Palmarès
- Jeux olympiques d'été
  -  aux Jeux olympiques de 1996 à Atlanta,  États-Unis
- Championnat du monde
  -  Médaille d'or au Championnat du monde 1995,  Autriche /  Hongrie